# Minh Quang Tông
Minh Quang Tông (chữ Hán: 明光宗, 28 tháng 8, 1582 – 26 tháng 9 năm 1620), là Hoàng đế thứ 15 của triều đại Nhà Minh trong lịch sử Trung Quốc. Ông cai trị Trung Hoa chưa đầy một tháng trong năm 1620, mất sau đúng 29 ngày ở ngôi Hoàng đế. Ông chỉ kịp dùng niên hiệu là Thái Xương (泰昌), nên cũng gọi là Thái Xương Đế (泰昌帝).
Cái chết của Quang Tông Thái Xương Đế gắn trực tiếp với nghi án Hồng hoàn án (红丸案), đồng thời ông cũng chính là vị Hoàng đế tại vị ngắn nhất trong lịch sử Nhà Minh.

## Tiểu sử

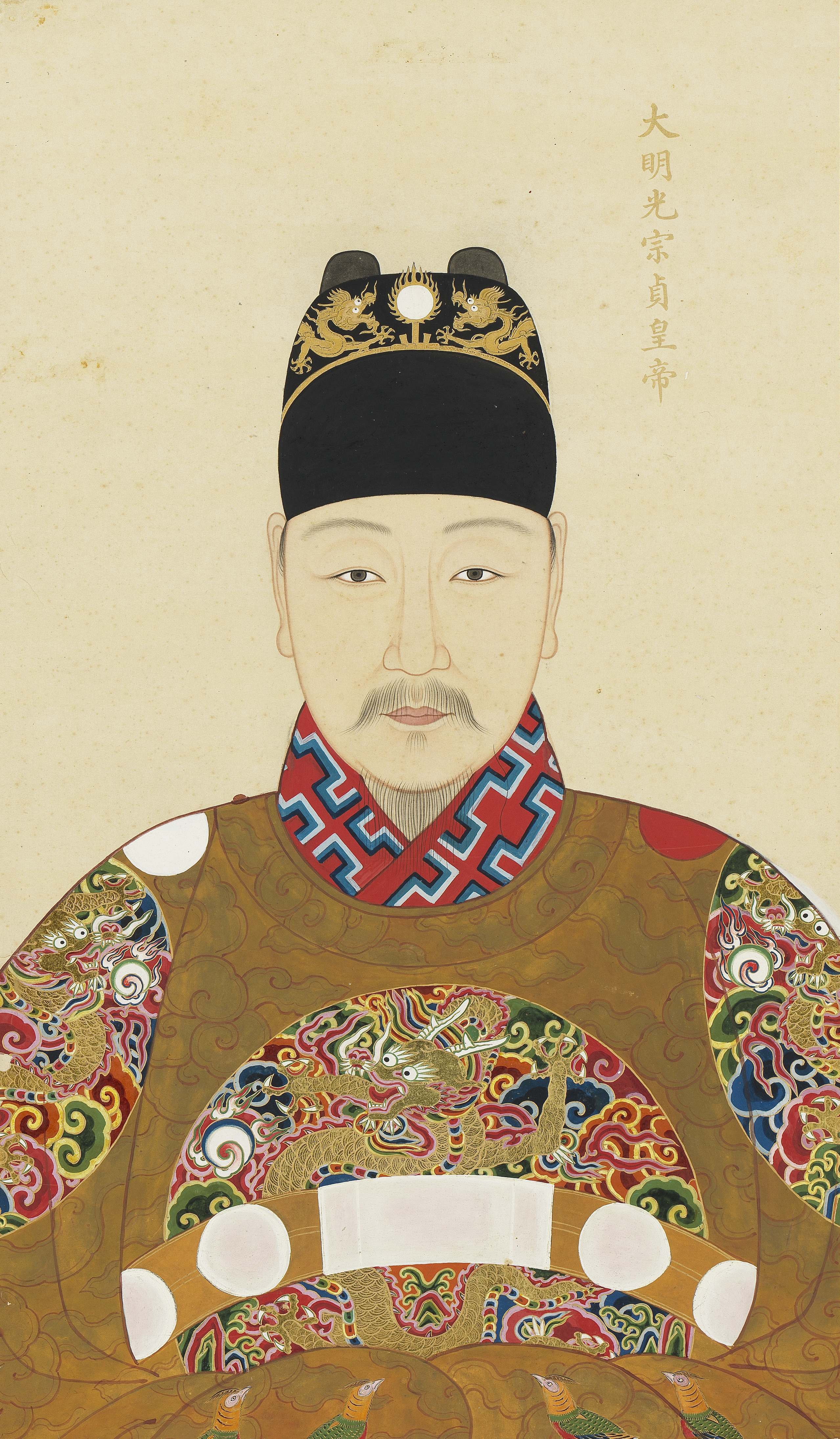
Minh Quang Tông Thái Xương hoàng đế Chu Thường Lạc

Minh Quang Tông tên thật là Chu Thường Lạc (朱常洛), sinh vào ngày 28 tháng 8, năm 1582 tại Tử Cấm Thành. Ông là con trai trưởng của Minh Thần Tông Chu Dực Quân, mẹ đẻ là Hiếu Tĩnh hoàng hậu Vương thị, vốn là 1 cung nữ hầu hạ trong cung của Từ Thánh Lý thái hậu.
Một lần, Minh Thần Tông vào Từ Ninh cung thăm Lý Thái Hậu, ông gặp cung nữ Vương thị thì nhất thời đem lòng yêu thích, liền lâm hạnh và ban cho nàng một ít trang sức. Sau đó, Vương thị mang thai, Từ Thánh thái hậu phát giác, tra vấn Vạn Lịch Đế nhưng ông kiên quyết không nhận, còn có ý dùng thuốc bỏ đi đứa bé. Thái hậu bèn sai quan Thái y tra vấn, chứng thực Vương thị có thai với Hoàng đế, nên gây sức ép bắt Vạn Lịch Đế lập Vương thị làm phi tần. Và bà được Vạn Lịch Đế phong làm Cung phi (恭妃).
Không lâu sau, vào ngày 22 tháng 2, năm 1586, sủng phi của Thần Tông là Trịnh Quý phi sinh hạ Hoàng tam tử Chu Thường Tuấn (朱常洵), cực kì sủng ái. Hoàng trưởng tử Chu Thường Lạc do mẫu thân bị thất sủng, cũng không được Thần Tông coi trọng. Trong khi đó tại triều đình, theo luật lệ truyền thống của Nho giáo, lập Thái tử thì lập đích, nếu không lập đích thì lập trưởng, sau mới tới lập hiền, do đó Hoàng trưởng tử Chu Thường Lạc rất được đại đa số quần thần đồng ý ở vị trí Thái tử. Tuy nhiên, Thần Tông Vạn Lịch do quá yêu quý hai mẹ con Trịnh Quý phi, không chịu được ý kiến này, đã cấm toàn triều đình nhắc tới vấn đề này.
Bị thất sủng, Chu Thường Lạc không được Thần Tông coi trọng ngay cả việc học hành, mãi đến năm 13 tuổi thì ông mới bắt đầu được mở thư phòng học sách, một số tuổi quá trễ đối với một Hoàng tử thông thường. Và mãi sau đó nhiều năm, ông không được chỉ định cho một thầy giáo nào để dạy về Nho giáo cũng như các sách kinh sử khác.
Năm 1601, tháng 10, trước sức ép quá mạnh của quần thần và nhất là từ Từ Thánh hoàng thái hậu, bà nội của Chu Thường Lạc, ông mới được Thần Tông tấn phong làm Thái tử, khi đó đã 19 tuổi. Đồng thời Hoàng tam tử Chu Thường Tuấn đồng sách lập làm Phúc vương (福王), phong địa ở Lạc Dương. Thái tử Chu Thường Lạc nổi tiếng khả ái nhân từ, được lòng các đại thần, dẫu vậy địa vị của ông vẫn bất ổn do không được lòng Thần Tông.
Việc lập Chu Thường Lạc làm Thái tử vẫn không dập tắt được những phỏng đoán Thần Tông có thể phế bỏ Thường Lạc, lập Hoàng tam tử Thường Tuấn thay thế, vì Trịnh Quý phi liên tục mưu đồ phế bỏ Thái tử mà muốn lập con mình, đó gọi là Yêu thư án (妖書案), làm liên lụy tới nhiều đại thần.

## Đĩnh kích án
Năm 1615, xảy ra một đại sự kiện trong hoàng tộc được gọi là Đĩnh kích án (梃击案), do Trịnh Quý phi bày mưu nhằm hạ sát Thái tử Chu Thường Lạc. Một người đàn ông tên Trương Sai (張差) đã dùng một cây mộc côn, lách qua lớp thị vệ đột nhập vào thư phòng của Thái tử, nhằm giết chết nhưng thất bại. Tên họ Trương nhanh chóng bị bắt giam và tra khảo. Ban đầu quan khâm sai cho rằng hắn là một kẻ điên, nhưng Vương Chi Thái (王之寀) đã bắt được hắn khai ra kẻ chủ mưu là hai tên hoạn quan là tâm phúc của Trịnh Quý phi, tên là Bàng Bảo (龐保) và Lưu Thành (劉成).
Theo lời khai của Trương Sai, 2 tay hoạn quan này đã thưởng tiền cho hắn và kêu hắn ám sát Thái tử. Sự việc chấn động này làm liên lụy nhiều đến Trịnh Quý phi vì ai cũng biết 2 người này là tâm phúc của bà ta. Thần Tông Vạn Lịch Đế khi ấy biết rõ mọi chuyện, một sự vụ có tính nghiêm trọng nếu điều tra rõ ràng, và có thể Trịnh Quý phi lẫn Phúc vương Thường Tuân sẽ chịu tội nặng, thế nên Thần Tông quyết định đích thân dung túng, đổ hết mọi cáo trạng lên 2 tay hoạn quan và không lâu sau cho xử tử cả ba người Trương-Bàng-Lưu.
Tuy nhiên có thuyết cho rằng đây là mưu kế của phe Thái tử nhằm triệt hạ ý đồ cũng như âm mưu từ phe của Trịnh Quý phi. Từ sau vụ án này địa vị của Thái tử càng trở nên vững chắc.
Sự việc nhanh chóng khép lại, nhưng vẫn không thể khiến người ta không thôi bàn tán. Đĩnh kích án đã trở thành một trong Minh mạt Tam đại án (明末三大案) nổi tiếng trong lịch sử cung đình.

## Trị vì
Năm 1620, ngày 18 tháng 8, Minh Thần Tông Vạn Lịch hoàng đế qua đời, Thái tử Chu Thường Lạc lập tức kế vị. Ông cho gọi các đại thần đã bị đày đi vì bênh vực mình trở về kinh, trao lại chức tước, cải niên hiệu thành Thái Xương (泰昌). Sau khi lên ngôi, ông càng trở nên hoang dâm vô độ. Trịnh Quý phi trong quá khứ từng mắc lỗi với ông, đã đem hiến cho ông rất nhiều mỹ nữ. Mặc dù sức khỏe yếu nhưng ông vẫn thu nhận tất và ngày đêm ân ái với họ. Có đêm ông còn mây mưa với nhiều mỹ nữ cùng một lúc. Chính vì sức khỏe yếu lại còn ham mê nữ sắc nên ông ngã bệnh.
Ngày 8 tháng 10 ÂL, Thái Xương đế bắt đầu có bệnh. Càn Thanh cung nội, Đề đốc Lưỡng Tư phòng, Đề đốc Binh trượng chưởng cục ấn, Ngự mã giám thái giám, Đề đốc thái giám điện Thành Tế là Thôi Văn Thăng, người trước đó từng là thủ hạ của Trịnh quý phi, cho rằng hoàng đế bị nóng trong người, bèn cho kê các phương thuốc giải nhiệt, nhuận trường. Hoàng đế uống xong, lập tức bị tả, liên tục đi ngoài ba bốn mươi lần. Đến hai ngày sau hoàng đế vẫn không thể lên triều. Bọn đại thần Nội các Phương Tòng Triết vào cung hỏi an, Thái Xương đế nằm trên giường không ngóc dậy nổi, nói rằng suốt đêm qua không ngủ được, đầu hôn mắt hoa, đi ngoài liên tục, hơi thở yếu ớt.
Ngày 29 tháng 8 ÂL, Thái Xương đế nghe theo lời các đại thần, thu hồi lại chiếu lệnh sắc phong Trịnh quý phi làm Hoàng thái hậu. Lúc đó ở Hồng Lư tự có Lý Khả Chước tự nói mình có thuốc tiên chữa được bách bệnh, dâng lên vua một viên thuốc màu đỏ (hồng hoàn). Hoàng đế uống xong một viên, lại uống thêm viên nữa, thấy rằng tinh thần phấn chấn đến lạ, nhịp thở đều trở lại; tấm tắc khen Khả Chước là trung thần, sai thưởng cho 50 lượng bạc.
Năm 1620, ngày 26 tháng 9 , canh 5, nội giám bước vào điện thì thấy thân thể hoàng đế đã lạnh ngắt, tại vị 30 ngày, hưởng dương 39 tuổi. Hoàng trưởng tử là Chu Do Hiệu kế vị khi vừa 16 tuổi, tức Minh Hy Tông.
Ông được dâng miếu hiệu là Quang Tông (光宗), thụy hiệu là Sùng Thiên Khế Đạo Anh Duệ Cung Thuần Hiến Văn Cảnh Vũ Uyên Nhân Ý Hiếu Trinh hoàng đế (崇天契道英睿恭纯宪文景武渊仁懿孝贞皇帝), an táng tại Khánh lăng (庆陵).

## Gia đình
- Thân phụ: Minh Thần Tông Chu Dực Quân.
- Thân mẫu: Hiếu Tĩnh Hoàng thái hậu Vương thị (孝靖皇太后王氏, 1565 - 1611), sơ phong là Vương Cung phi (王恭妃), qua đời được thụy là Ôn Túc Đoan Tĩnh Thuần Ý Hoàng quý phi (温肃端靖纯懿皇贵妃). Sau khi Minh Hi Tông lên ngôi mới tôn thụy Hoàng thái hậu.
- Hậu phi:

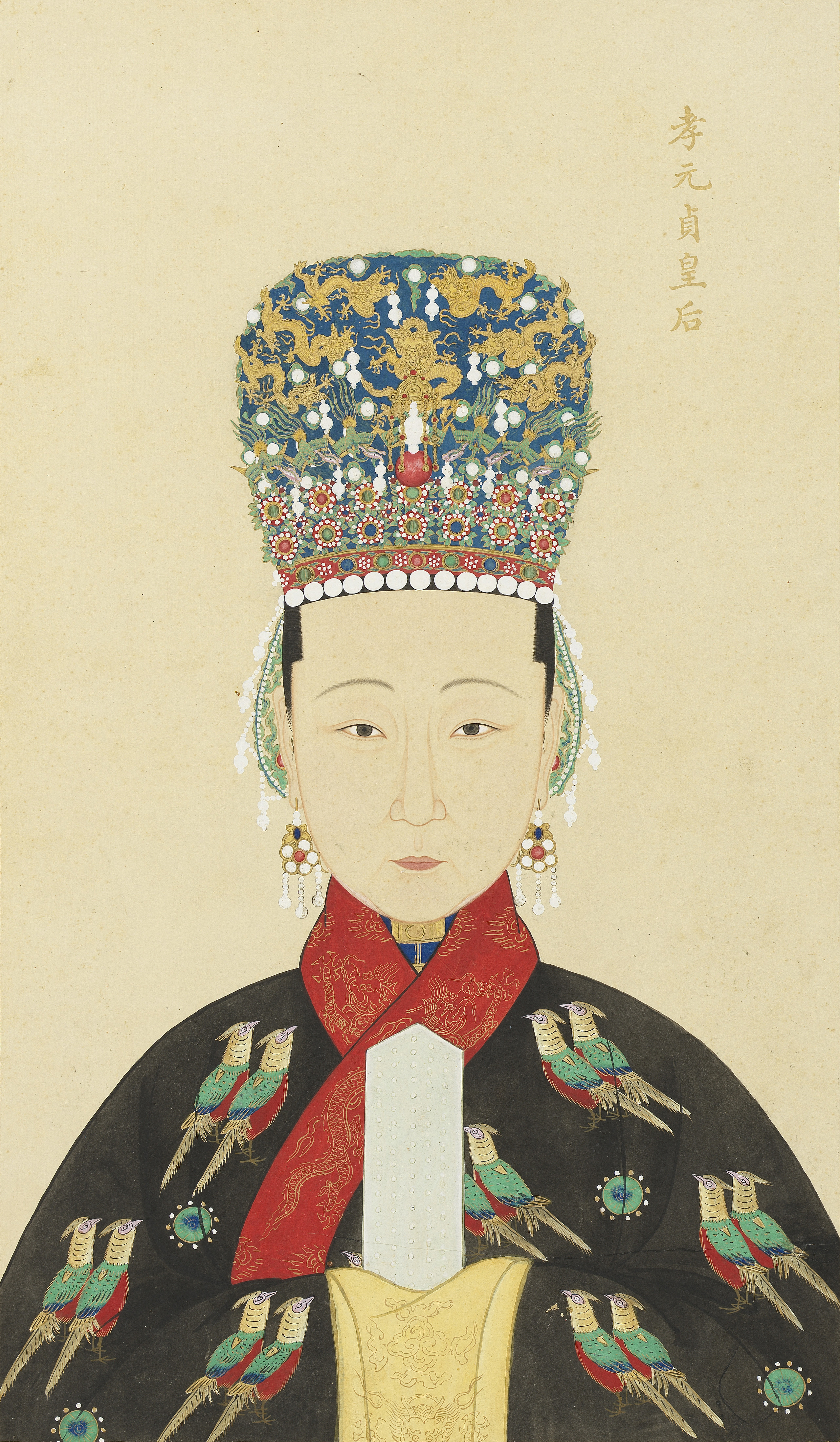
Hiếu Nguyên Trinh Hoàng hậu Quách thị

1. Hiếu Nguyên Trinh hoàng hậu Quách thị (孝元貞皇后郭氏; 1580 - 1613), người Thuận Thiên, con gái của Bác Bình hầu Quách Duy Thành (郭维城). Bà trở thành Thái tử phi khi Quang Tông còn là Hoàng thái tử. Qua đời trước khi Quang Tông đăng cơ, thụy là Cung Tĩnh Thái tử phi (恭靖太子妃). Về sau bà sau được Minh Hy Tông truy tôn thành Hoàng hậu. Sinh ra Hoài Thục công chúa. Hiếu Hoà Hoàng thái hậu Vương thị

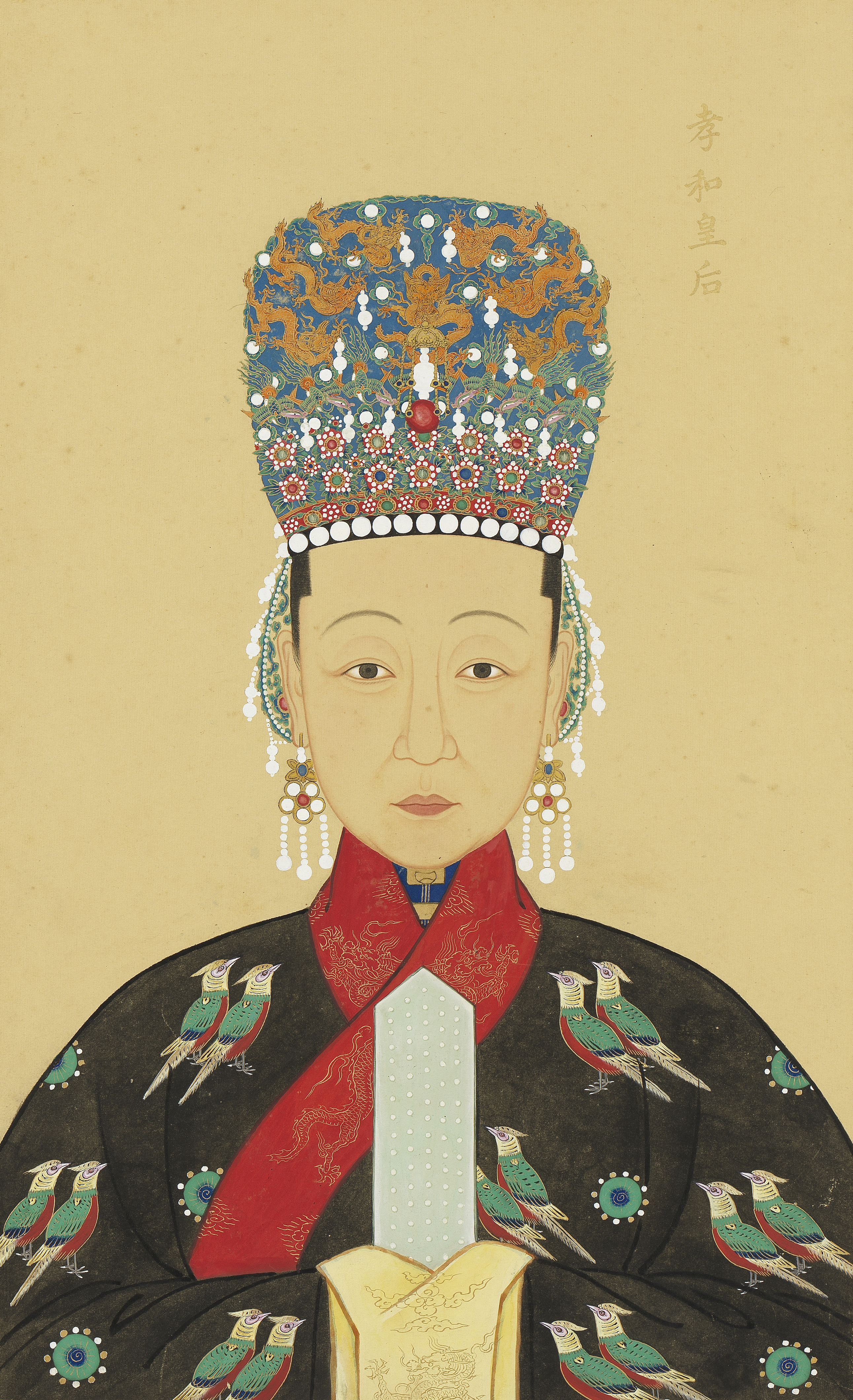
Hiếu Hoà Hoàng thái hậu Vương thị

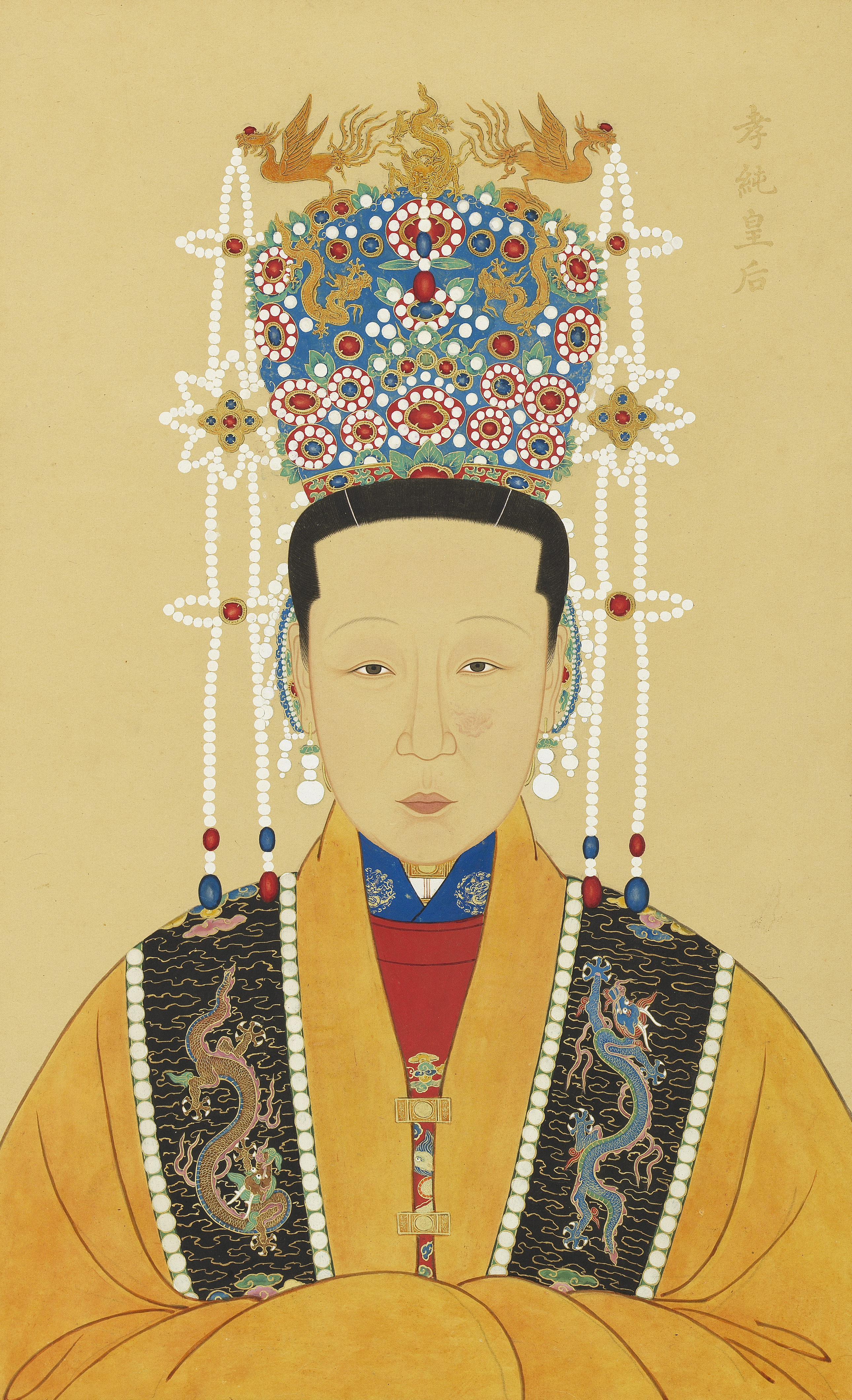
Hiếu Thuần Hoàng thái hậu Lý thị

2. Hiếu Hòa Hoàng thái hậu Vương thị (孝和皇太后王氏; 1582 - 1619), người Thuận Thiên. Năm 1604, Vương thị vào hầu Quang Tông khi còn là Thái tử, sơ phong Tài nhân (才人). Sinh ra Minh Hy Tông Chu Do Hiệu và Giản Hoài vương Chu Do Học.Hiếu Thuần Hoàng thái hậu Lý thị
3. Hiếu Thuần Hoàng thái hậu Lưu thị (孝纯皇太后刘氏, 1588 - 1615), người Hải Châu, bà vào hầu hạ Quang Tông với thân phận Thục nữ (淑女). Sinh ra Minh Tư Tông Chu Do Kiểm.
4. Cung Ý Trang phi Lý thị (恭懿莊妃李氏, 1588 - 1624), người phủ Thuận Thiên, huyện Bảo Trì, sử gọi Đông Lý (东李), là thị thiếp hầu Quang Tông khi còn ở Tiềm để, phân vị Tuyển thị (选侍). Ban đầu Tây Lý nhận nuôi Minh Tư Tông, do sau này sinh con gái nên cải sang bà nuôi dạy.
5. Khang phi Lý thị (康妃李氏, 1584 - 1674), cha là Lý Hải (李海), sủng phi của Quang Tông, còn gọi Tây Lý (西李). Nguyên là thị thiếp hầu Quang Tông khi còn ở Tiềm để, phân vị Tuyển thị (选侍). Sau khi Hy Tông lên ngôi, gia phong Khang phi (康妃), Tư Tông tôn làm Thái phi (太妃). Bà sinh ra Hoài Huệ vương Chu Do Mô, Nhạc An công chúa và là dưỡng mẫu của Minh Hy Tông.
6. Ý phi Phó thị (懿妃傅氏, 1588 - 1644), sơ phong Thục nữ (淑女), hậu phong Tuyển thị (选侍). Hy Tông tôn làm Phi. Sinh hạ Ninh Đức Công chúa và Toại Bình Công chúa. Sau khi mất táng tại Bạch Dương Điến (白洋淀), Hà Bắc.
7. Ý phi Định thị (懿妃定氏), sinh ra Tương Hoài vương Chu Do Hủ, sử sách ghi chép nhiều về bà.
8. Kính phi Phùng thị (敬妃冯氏), sinh ra Huệ Chiêu vương Chu Do Triển.
9. Thận tần Thiệu thị (慎嬪邵氏), sinh hạ Điệu Ôn Công chúa. Hy Tông tôn làm Tần.
10. Tương tần Trương thị (襄嫔张氏), Hy Tông tôn làm Tần.
11. Khác tần Lý thị (恪嬪李氏), Hy Tông tôn làm Tần.
12. Định tần Quách thị (定嬪郭氏), Hy Tông tôn làm Tần.
13. Tuyển thị Vương thị (选侍王氏), mất sớm sau cái chết của con trai. Sinh Tề Tư vương Chu Do Tiếp.
14. Tuyển thị Triệu thị (選侍赵氏, ? - 1620), ban chết.

Khi Nhà Minh sụp đổ thì Kính phi cùng Thận tần, Tương tần, Khác tần, Định tần trốn ra khỏi cung. Dưới thời Thanh triều, cả năm trở lại Bắc Kinh, được triều Thanh cấp sinh hoạt phí.

### Hoàng tử
| TT | Họ tên                 | Tước vị                                 | Sinh                 | Mất                 | Mẹ                        | Ghi chú            |
| -- | ---------------------- | --------------------------------------- | -------------------- | ------------------- | ------------------------- | ------------------ |
| 1  | Chu Do Hiệu 朱由校     | Hy Tông Triết hoàng đế 熹宗悊皇帝       | 23 tháng 12 năm 1605 | 30 tháng 9 năm 1627 | Hiếu Hòa Hoàng thái hậu   | Đăng cơ năm 1620   |
| 2  | Chu Do Học 朱由学 (㰒) | Giản Hoài vương 簡懷王                  | 1607                 | 1610                | Hiếu Hòa Hoàng thái hậu   | Chết yểu           |
| 3  | Chu Do Tiếp 朱由楫     | Tề Tư vương 齊思王                      | 1609                 | 1616                | Tuyển thị Vương thị       | Chết yểu           |
| 4  | Chu Do Mô 朱由模       | Hoài Huệ vương 懷惠王                   | 1610                 | 1615                | Lý Khang phi              | Chết yểu           |
| 5  | Chu Do Kiểm 朱由檢     | Tư Tông Hiếu Liệt hoàng đế 思宗孝烈皇帝 | 6 tháng 2 năm 1611   | 25 tháng 4 năm 1644 | Hiếu Thuần Hoàng thái hậu | Đăng cơ năm 1627   |
| 6  | Chu Do Hủ 朱由栩       | Tương Hoài vương 湘懷王                 | không rõ             | không rõ            | Định Ý phi                | Chết ngay khi sinh |
| 7  | Chu Do Triển 朱由橏    | Huệ Chiêu vương 惠昭王                  | không rõ             | không rõ            | Phùng Kính phi            | Chết yểu           |

### Hoàng nữ
| TT | Tước vị                      | Họ tên                | Sinh       | Mất        | Năm kết hôn | Phu quân               | Mẹ                          | Ghi chú                                                                |
| -- | ---------------------------- | --------------------- | ---------- | ---------- | ----------- | ---------------------- | --------------------------- | ---------------------------------------------------------------------- |
| 1  | Điệu Ý Công chúa 悼懿公主    | không rõ              | trước 1605 | trước 1623 |             |                        | không rõ                    | Chết yểu                                                               |
| 2  | Hoài Thục Công chúa 懷淑公主 | Chu Huy Quyên 朱徽娟  | 1604       | 1610       |             |                        | Hiếu Nguyên Trinh hoàng hậu | Chết yểu                                                               |
| 3  | Tam công chúa                | Chu Huy Hằng 朱徽姮   | 1605?      | 1623       |             |                        | không rõ                    | Chết yểu                                                               |
| 4  | Tứ công chúa                 | Chu Huy Toàn 朱徽嫙   | 1606       | 1607       |             |                        | không rõ                    | Con của thứ thiếp Chết non                                             |
| 5  | Ngũ công chúa                | Chu Huy Doanh 朱徽㜲  | 1608       | 1609       |             |                        | không rõ                    | Con của thứ thiếp Chết non                                             |
| 6  | Ninh Đức Công chúa 寧德公主  | Chu Huy Nghiên 朱徽妍 | 1610?      | không rõ   | 1626        | Lưu Hữu Phúc (刘有福)  | Phó Ý phi                   | Mất dưới thời Khang Hy Nhà Thanh                                       |
| 7  | Toại Bình Công chúa 遂平公主 | Chu Huy Tinh 朱徽婧   | 1611       | 1633       | 1627        | Tề Tán Nguyên (齐赞元) | Phó Ý phi                   | Sinh 4 người con gái Dưới thời Sùng Trinh thì bỏ trốn, không rõ sau đó |
| 8  | Bát công chúa                | Chu Huy Uyển 朱徽婉   | 1611       | không rõ   |             |                        | không rõ                    | Con của thứ thiếp Chết yểu                                             |
| 9  | Nhạc An Công chúa 樂安公主   | Chu Huy Thị 朱徽媞    | 1611       | 1643       |             | Củng Vĩnh Cố (鞏永固)  | Lý Khang phi                | Còn có tên Huy Sác (徽娖) Sinh được 1 trai 1 gái                       |
| 10 | Thập công chúa               | Chu Huy Chiêu 朱徽妱  | 1616       | 1617       |             |                        | Lý Khang phi                | Chết non                                                               |
| 11 | Điệu Ôn Công chúa 悼温公主   | Chu Huy Chính 朱徽姃  | 1621       | 1621       |             |                        | Thiệu Thận tần              | Chết ngay khi sinh                                                     |